# Кэмпбелл, Джон, 7-й герцог Аргайл
Джон Дуглас Эдвард Генри Кэмпбелл, 7-й герцог Аргайл (англ. John Campbell, 7th Duke of Argyll; 21 декабря 1777 — 25 апреля 1847) — шотландский аристократ, пэр и политик-виг. Он был известен как лорд Джон Кэмпбелл с 1777 по 1839 год.

## Предыстория
Родился 21 декабря 1777 года в Лондоне. Третий сын Кэмпбелла, 5-го герцога Аргайла (1723—1806). Его мать Элизабет Кэмпбелл (1733—1790) в 1776 году получила титул 1-й баронессы Гамильтон из Хэмилдона. Джон Кэмпбелл был крещен 18 января 1778 году на Сент-Джеймс в Вестминстере. Он получил частное домашнее образование и позднее поступил в колледж Крайст-черч, Оксфорд. В 1803 году он отправился в Париж, где он встретился с Талейраном и Наполеоном. Джон Кэмпбелл вернулся в Англию в следующем 1804 году.
22 октября 1839 года после смерти своего бездетного старшего брата, Джорджа Кэмпбелла, 6-го герцога Аргайла (1768—1839), лорд Джон Кэмпбелл унаследовал титул герцога Аргайла.

## Карьера
Джон Кэмпбелл поступил на службу в британскую армию в 1797 году прапорщиком 3-го пехотного гвардейского полка, которым командовал его отец. В 1799 году он получил чин лейтенанта и вскоре стал капитаном. Во время французских революционных войн Джон Кэмпбелл служил в Нидерландах под командованием сэра Ральфа Эберкромби. Он вышел в отставку в 1801 году по болезни и через два года был назначен подполковником и комендантом милиции Аргайла. После перестройки ополчения Шотландии в 1809 году он стал полковником милиции Аргайлла и Бьюта.
Джон Кэмпбелл стал членом Палаты общин в 1799 году, будучи избранным от Аргайлшира в качестве замены своего дяди, лорда Фредерика Кэмпбелла. После Акта об унии 1800 года, он продолжал представлять этот избирательный округ в новом парламенте Соединённого Королевства до 1822 года. Джон Кэмпбелл был избран человеком Королевского общества в 1819 году. Герцог Аргайл был назначен лордом-хранителем большой государственной печати Шотландии в 1841 году, эту должность он занимал в течение следующих пяти лет.

## Британо-американская колонизационная ассоциация
В 1841 году герцог Аргайл вместе с другими британскими и ирландскими дворянами основал Британско-американскую колонизационную ассоциацию, также известную как Британско-американская ассоциация. Эта организация была вовлечена в монетизацию миграции иностранного населения в Британскую Северную Америку. После банкротства Ассоциации было установлено, что герцог Аргайл знал об экономическом пузыре, созданном Ассоциацией, который привел к потере заработной платы для рабочих и отсутствию положений для мигрантов, которые участвовали в его схеме колонизации.

## Браки и дети
3 августа 1802 года лорд Джон Кэмпбелл женился первым браком на Элизабет Кэмпбелл (? — 9 декабря 1818), старшей дочери Уильяма Кэмпбелла и Сары Каннингем, против воли своего отца . Они развелись шесть лет спустя, не имея детей.
17 апреля 1820 года Джон Кэмпбелл во второй раз женился на Джоан Глассел (ок. 1775 — 22 января 1828), единственной дочери Джона Глассела и Хелен Бьюкен. У них было трое детей:
- Джон Генри Кэмпбелл, граф Кэмпбелл (11 января 1821 — 27 мая 1837)
- Джордж Дуглас Кэмпбелл, 8-й герцог Аргайл (30 апреля 1823 — 24 апреля 1900), 1-я жена с 1844 года леди Элизабет Левесон-Гоуэр (1824—1878), 2-я жена с 1881 года Амелия Клотон (1843—1894), 3-я жена с 1895 года Ина Эрскин Макнейл (? — 1925)
- Леди Эмма Августа Кэмпбелл (1825 — 30 мая 1893), муж с 1870 года достопочтенный сэр Джон Макнейл (1795—1883).

После смерти своей второй жены в 1828 году лорд Джон Кэмпбелл женился в третий раз 8 января 1831 года на Энн Колкахун Каннингем (3 апреля 1801 — 25 февраля 1874), старшей дочери Джона Каннингейма и вдове Джорджа Каннингема.
25 апреля 1847 года герцог Аргайл скончался в возрасте 69 лет в замке Инверэри в графстве Аргайлшир. Он был похоронен в приходской церкви Килмуна. Поскольку его старший сын Джон Кэмпбелл умер ещё при жизни отца бездетным, герцогство и другие титулы унаследовал его второй сын Джордж Кэмпбелл, 8-й герцог Аргайл. Его третья жена пережила его до 1874 года.

## Титулатура
- 7-й герцог Аргайл (с 22 октября 1839)
- 4-й барон Гамильтон из Хэмилдона (с 22 октября 1839)
- 3-й барон Саундбридж из Кумбанка (с 22 октября 1839)
- 9-й баронет Кэмпбелл из Ланди, Форфаршир (с 22 октября 1839)
- 10-й лорд Кинтайр (с 22 октября 1839)
- 7-й граф Кэмпбелл и Коуэл (с 22 октября 1839)
- 7-й виконт Лохоу и Гленила (с 22 октября 1839)
- 7-й маркиз Кинтайр и Лорн (с 22 октября 1839)
- 16-й лорд Лорн (с 22 октября 1839)
- 17-й лорд Кэмпбелл (с 22 октября 1839)
- 7-й лорд Инверэри, Малл, Морверн и Тири (с 22 октября 1839)
- 16-й граф Аргайл (с 22 октября 1839)